# Cửa khẩu Phước Tân
Cửa khẩu Phước Tân là cửa khẩu tại ấp Thành Tây, xã Thành Long, huyện Châu Thành tỉnh Tây Ninh, Việt Nam. Cửa khẩu Phước Tân thông thương với cửa khẩu Bos Mon (Bố Môn) ấp Via, huyện Romdoul, tỉnh Svay Rieng, Campuchia.
Cửa khẩu Phước Tân là điểm cuối của tỉnh lộ 781. Năm 2010 khởi công xây dựng cột mốc biên giới số 150 tại cửa khẩu.

## Hoạt động
Cửa khẩu Phước Tân cùng với dãy các cửa khẩu sang Campuchia là cửa ngõ cho dân cờ bạc sang các casino Campuchia để đánh bạc.
Ngày 18 tháng 8 năm 2022, Chính phủ ban hành Nghị quyết 107/NQ-CP về việc phê duyệt phạm vi khu vực cửa khẩu chính Phước Tân, tỉnh Tây Ninh.